# 페르난두 콜로르 지 멜루
페르난두 아폰수 콜로르 지 멜루(포르투갈어: Fernando Affonso Collor de Mello, 1949년 8월 12일~)는 브라질의 정치인이다. 1990년부터 대통령으로 재직했으나, 1992년 독직 및 부패 혐의로 탄핵 절차가 진행되자 사임하였다.
리우데자네이루에서 태어났다. 알라고아스주의 부유한 집안 출신이다. 1979년~1982년 알라고아스 주도 마세이오 시장을 지낸 후, 민주사회당 소속으로 연방 하원의원에 선출되었다. 1986년 민주운동당(PMDB) 소속으로 알라고아스 주지사로 선출되었다. 1989년 우파 계열의 국가재건당(PRN)을 창당하여 대통령 선거에 출마하였다. 선거에서는 좌파 계열인 노동자당의 루이스 이나시우 룰라 다 시우바 후보와 접전을 벌였다. 2차 투표에서 룰라 다 시우바 후보를 근소한 차로 제치고 29년만의 국민 직선 선거로 대통령에 당선되었다. 그 이듬해 3월, 만40세의 젊은 나이로 취임했다. 임기 초기에는 초인플레이션을 진정시키기 위해 재정긴축정책을 추진했다. 한편 대규모 부패 추방 운동을 벌여 큰 주목을 받았다. 그러나 부패 추방을 내세우던 그는 선거 당시 대규모 부정축재를 한 혐의가 포착되었으며, 이로 인하여 1992년 10월 하원의 탄핵안이 통과되어 직무 정지를 당했으며, 상원에서도 탄핵 절차가 진행되었다. 그런 가운데 12월 29일 돌연 사임을 발표하였다. 사임 후에도 상원에서는 탄핵 절차가 진행되어 최종적으로 그에 대한 탄핵을 가결, 8년간 공직 취임이 금지되었다. 그 후 뇌물수수 혐의로 기소되어 재판이 진행되었으나, 1994년 대법원은 증거가 없다는 이유로 무죄를 선고하였다. 공직 취임 제한 기간이 지난 후, 2002년 알라고아스 주지사 선거에 출마했으나 낙선했다. 그 후 노동당에 입당했으며, 2006년 상원의원에 선출되었다.

## 역대 선거 결과
| 선거명      | 직책명          | 대수 | 정당       | 1차 득표율 | 1차 득표수   | 2차 득표율 | 2차 득표수   | 결과 | 당락 |
| ----------- | --------------- | ---- | ---------- | ---------- | ------------ | ---------- | ------------ | ---- | ---- |
| 1989년 선거 | 브라질의 대통령 | 32대 | 국가재건당 | 30.47%     | 20,607,936표 | 53.03%     | 35,085,457표 | 1위  |      |